# Koshi (Zone)
Koshi (Nepali कोशी अञ्चल Koshi Anchal) war eine der 14 ehemaligen Verwaltungszone in Nepal.
Die Verwaltungszone Koshi war nach dem Hauptfluss der Region, dem Koshi, benannt. Sie lag in der damaligen Entwicklungsregion Ost im Osten Nepals und erstreckte sich vom Terai bis zum tibetischen Hochland. Verwaltungssitz war Biratnagar. 
Die Zone bestand aus 6 Distrikten:
- Bhojpur
- Dhankuta
- Morang
- Sankhuwasabha
- Sunsari
- Terhathum

Durch die Verfassung vom 20. September 2015 und die daraus resultierende Neugliederung Nepals in Provinzen wurden die Distrikte dieser Zone der neugeschaffenen Provinz Koshi zugeordnet.